# Paul Adolphe Tièche

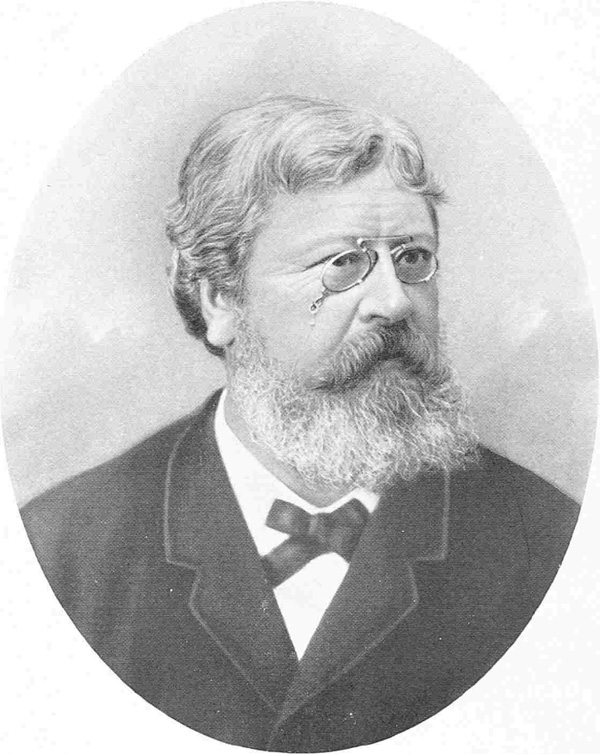
Paul Adolphe Tièche

Paul Adolphe Tièche (* 30. März 1838 in Bévilard; † 16. Mai 1912 in Bern) war ein Schweizer Architekt und Politiker, der vor allem im Kanton Bern tätig war und historistische Baustile anwendete.

## Biografie
Paul Adolphe Tièche, Sohn des reformierten Pfarrers von Bévilard im Berner Jura, kam im Alter von acht Jahren nach Bern, wo er bei seinem Grossvater lebte. Nach der Matura studierte er ab 1856 Architektur am Eidgenössischen Politechnikum in Zürich, wo Gottfried Semper einen grossen Einfluss auf ihn ausübte. 1859 erhielt Tièche das Architekturdiplom und absolvierte ein Praktikum im Hochbaubüro der Schweizerischen Centralbahn. 1860 zog er nach Paris, wo er bis 1863 bei Charles-Auguste Questel und an der École des Beaux-Arts eine künstlerische Weiterbildung erhielt. Anschliessend war er dort am Bau der psychiatrischen Klinik Sainte-Anne beteiligt. Von 1868 bis 1871 war er im Architekturbüro von Louis-Frédéric de Rutté in Mülhausen beschäftigt.
Noch während seiner Studienzeit hatte Tièche für die später in Konkurs gegangene Schweizerische Ostwestbahn die Bahnhöfe in Ebikon, Gisikon, Rotkreuz und Cham entworfen (letzterer steht heute in Bäch). Als selbständiger Architekt arbeitete er in Bern. Sein erstes grösseres Projekt waren die Kantonalen Militäranstalten auf dem Berner Beundenfeld. Es folgten das Hotel Thunerhof in Thun (beherbergt heute, neben Büros der Stadtverwaltung, das Kunstmuseum Thun), das Grand Hôtel in Baden und die Villa auf dem Landsitz Eichbühl in Hilterfingen. Weitere Werke Tièches sind der Umbau des Berner Kornhauses zum Gewerbemuseum, der Zentralbau und die Kapelle der «Irrenanstalt Münsingen», das Bernische Historische Museum (zusammen mit Eduard von Rodt), die «Irrenanstalt Marsens» im Kanton Freiburg, die Bahnhofbauten der Brünigbahn in Luzern und auf dem Brünigpass sowie zahlreiche Privathäuser.
Häufig wirkte Tièche in Preisgerichten für öffentliche und private Bauprojekte mit. Als Vertreter der Liberalen amtierte er von 1882 bis 1885 als Gemeinderat und gehörte somit der Stadtberner Exekutive an. Von 1882 bis 1894 war er Mitglied des Grossen Rates des Kantons Bern und von 1896 bis 1897 des Berner Stadtrates (Legislative). Ein besonderes Anliegen war für ihn der Ausbau des nichtuniversitären Bildungsangebotes. Von 1888 bis 1909 präsidierte er die von ihm mitgegründeten Berner Lehrwerkstätten. Ebenso amtierte er von 1893 bis 1907 als eidgenössischer Experte für das gewerbliche Bildungswesen sowie von 1907 bis 1912 als Präsident der Sektion Bern der «Schweizerischen Gesellschaft der Maler, Bildhauer und Architekten».
Tièche war mit Louise Bertha Frey verheiratet, sein Sohn Adolf Tièche war ein bekannter Maler.